# Пижма (Нижегородская область)
Пи́жма — рабочий посёлок в Тоншаевском районе Нижегородской области России. Административный центр муниципального образования городского поселения «рабочий посёлок Пижма».
Расположен в 277 км к северо-востоку от областного центра, в 16 км к северу от Тоншаева. Железнодорожная станция на линии Нижний Новгород — Киров нового направления Транссиба.
Население — 3597 чел. (2021).

## История
Статус посёлка городского типа Пижма имеет с 1947 года.

## Население
| 1959  | 1970  | 1979  | 1989  | 2002  | 2007  | 2008  | 2009  | 2010  |
| ----- | ----- | ----- | ----- | ----- | ----- | ----- | ----- | ----- |
| 9816  | ↘6404 | ↘5623 | ↘5253 | ↘4339 | ↘4108 | →4108 | ↘4080 | ↗4309 |
| 2011  | 2012  | 2013  | 2014  | 2015  | 2016  | 2017  | 2018  | 2019  |
| ↘4293 | ↘4207 | ↘4181 | ↘4131 | ↘4042 | ↘4015 | ↘4001 | ↘3996 | ↘3938 |
| 2020  | 2021  |       |       |       |       |       |       |       |
| ↘3864 | ↘3597 |       |       |       |       |       |       |       |

## Экономика

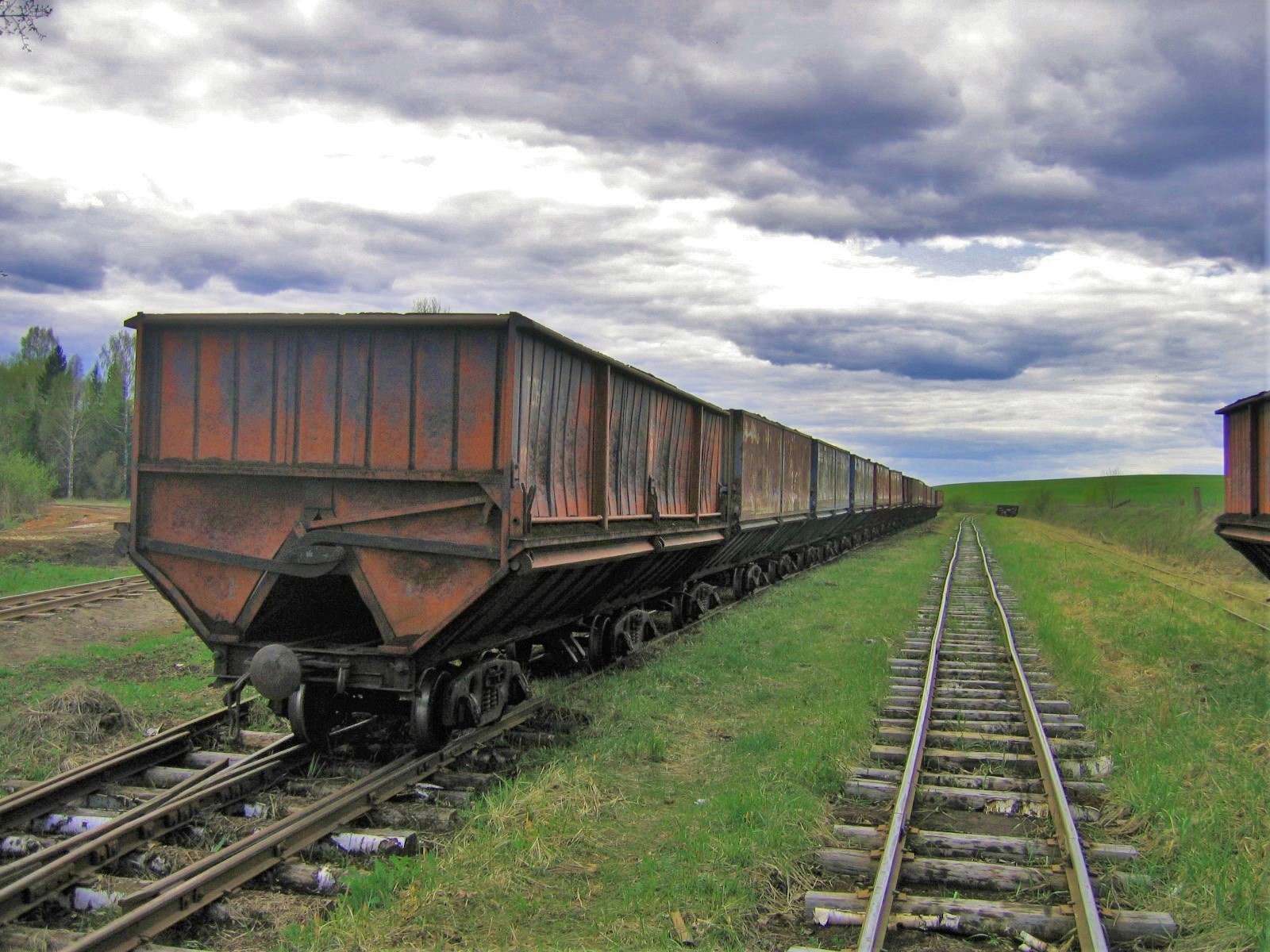
Узкоколейка Альцевского торфопредприятия

Ранее в посёлке функционировали леспромхоз и Альцевское торфопредприятие (для вывоза торфа с участка добычи использовалась узкоколейная ветка). На данный момент в поселке функционирует хлебозавод.

### Транспорт
Узкоколейная железная дорога Альцевского торфопредприятия — начальный пункт находился в посёлке Пижма, была демонтирована в 2015 году. Пижемская узкоколейная железная дорога — начальный пункт находится в посёлке Пижма по состоянию на 2017 год узкоколейная железная дорога восстанавливается в сторону Унжи.